# Lattara

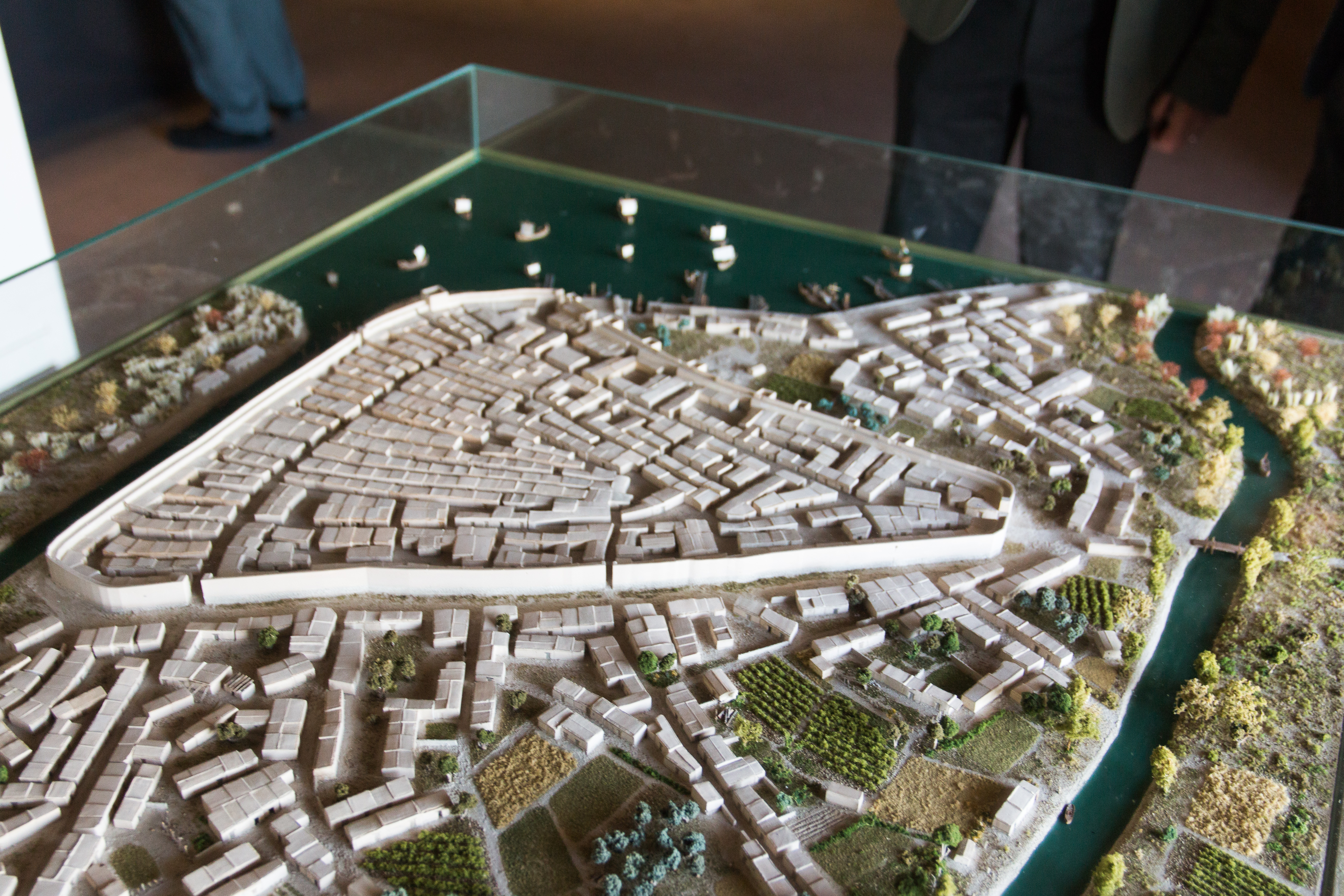
Maquette van Lattara in de 2e eeuw v.Chr.

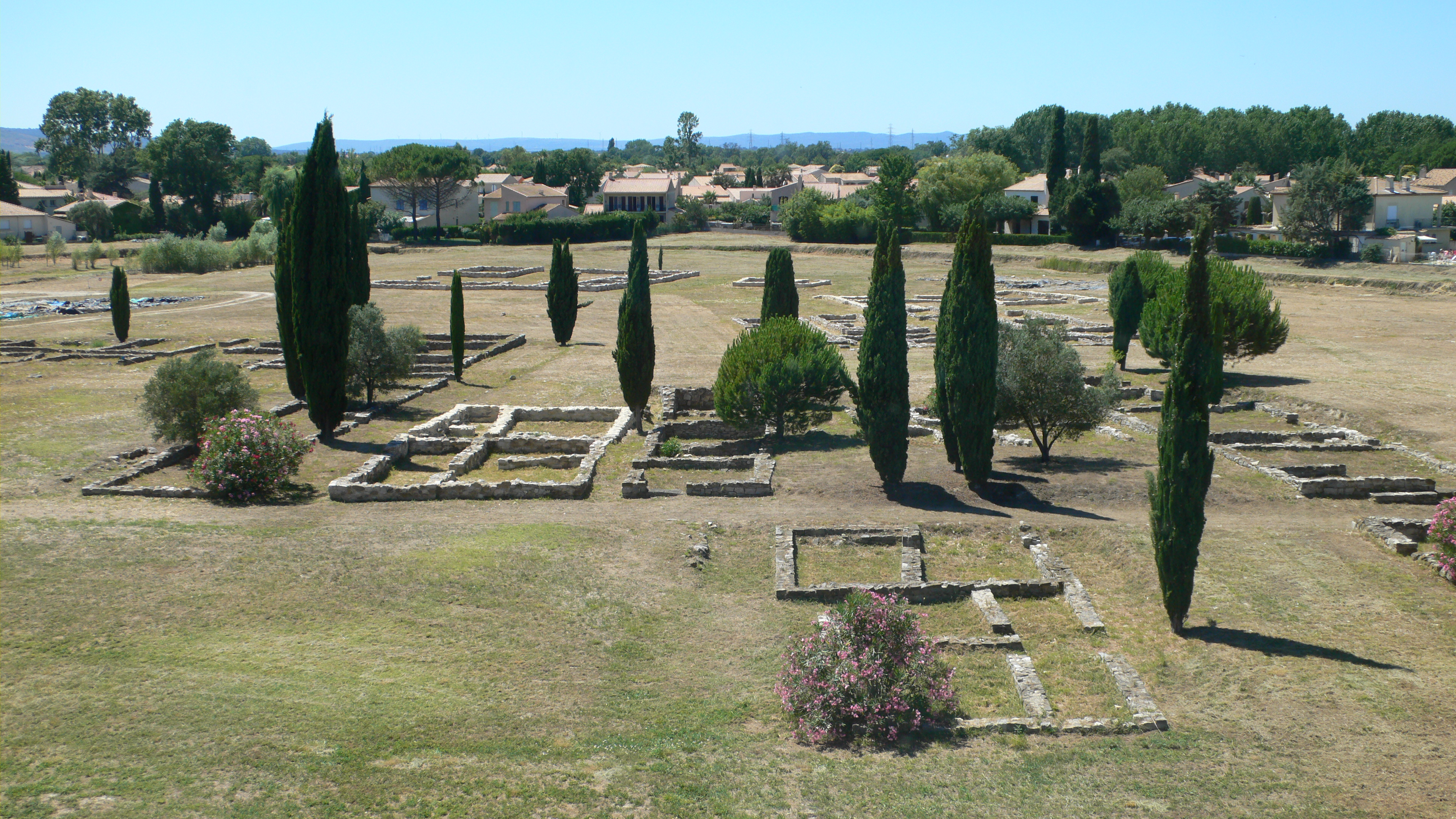
Archeologische site van Lattara

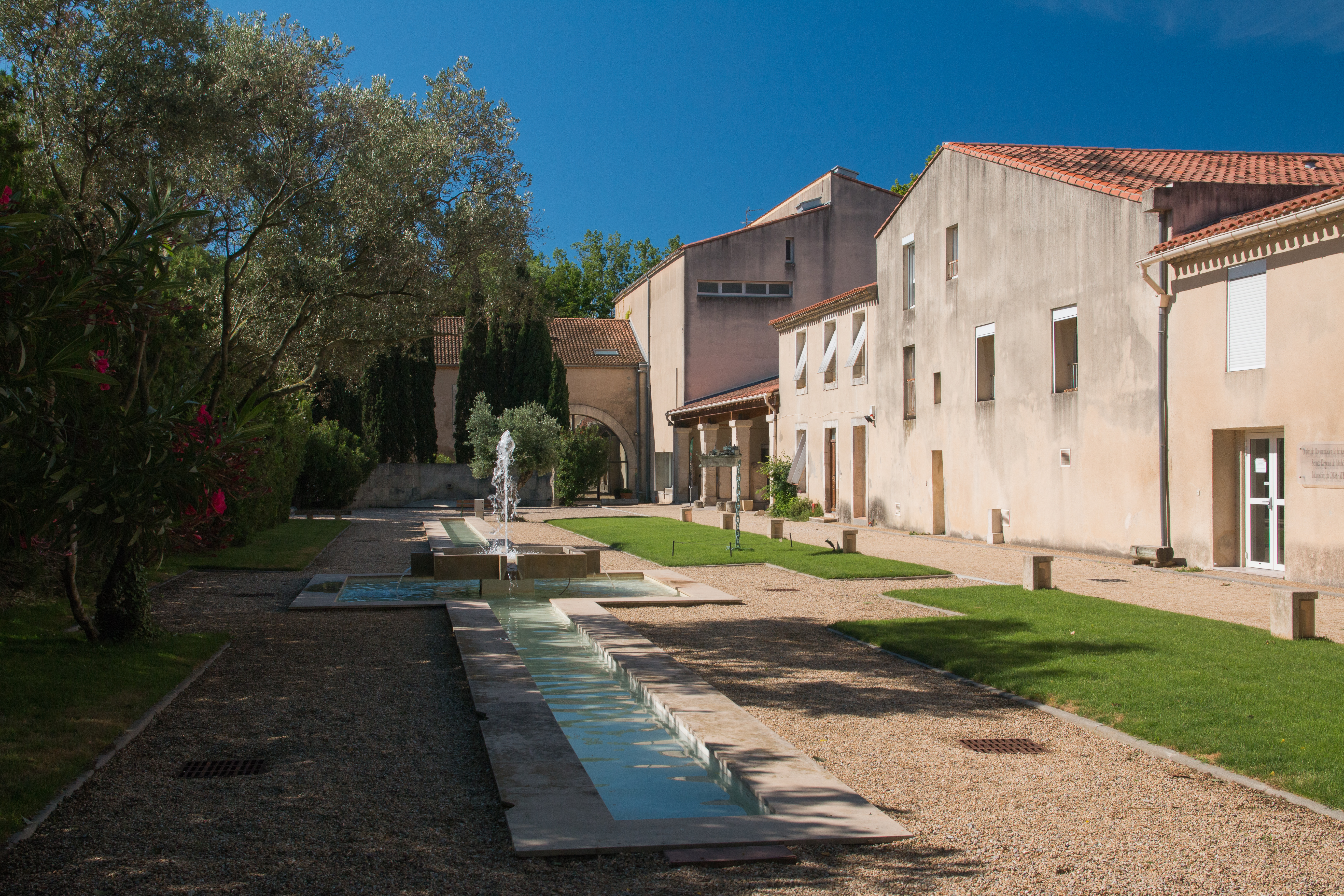
Musée Henri Prades

Lattara was een Gallische havenstad die bewoond werd van de 6e eeuw v.Chr. tot de 3e eeuw. De archeologische site van Lattara ligt op het grondgebied van de Zuid-Franse gemeente Lattes.

## Geschiedenis
De eerste nederzetting ontstond op het einde van de 6e eeuw v.Chr. Lattara werd gebouwd op een schiereiland aan de oever van de lagune Étang de Mauguio tussen twee armen van de Lez. Het ging waarschijnlijk om een stichting door Galliërs die ervoor woonden in verspreide nederzettingen aan de lagune. Mogelijk werd deze hervestiging gestimuleerd door Etruskische handelaren. De oudste handelsgoederen gevonden in de stad waren van Etruskische oorsprong. De stad was al bij aanvang ommuurd en had verschillende poorten. De stad had een driehoekig grondplan en een oppervlakte van 3,3 ha.
Rond 475 v.Chr. werd er aan de stadsmuur gewerkt. De Etrusken verdwenen uit de stad en de handel legde zich voortaan toe op de Griekse steden en in het bijzonder de Griekse kolonie Marseille. Tussen 450 en 400 v.Chr. werd een nieuwe stadsmuur gebouwd. De muren hadden aan de basis een dikte van 2,5 meter. Ook binnen de stad werden de wegen heraangelegd. De stad had een centraal plein waaruit drie hoofdwegen vertrokken. De huizen hadden over het algemeen een bescheiden omvang en bestonden vaak een basis uit natuursteen waarop een constructie uit leemsteen en hout werd gebouwd. Rond 350 v.Chr. werd de stadsmuur versterkt. In het zuiden, de zeekant, kwam er een voormuur. In de eerste helft van de 3e eeuw v.Chr. werd de stadsmuur versterkt met vierkanten torens. Er kwam ook een nieuwe poort naar nieuwe delen van de stad buiten de muur. Aan het einde van de 3e eeuw v.Chr. kwam er een toename van de handel met Italië. Dit werd nog versterkt door de vestiging van de Romeinse kolonie in Narbonne in 118 v.Chr.
Vanaf de 2e eeuw v.Chr. had de muur geen militaire functie meer en vormde een hinder voor de groei van de stad. Delen van de muur werden afgebroken, andere delen werden verwerkt in gebouwen. De haven werd verder uitgebouwd. In de 1e eeuw v.Chr. onder de Romeinse heerschappij verplaatste het centrum van de stad zich meer naar het noorden, weg van de lagune. Toen pas verschenen grote publieke tempels, onder andere gewijd aan Mercurius en mogelijk Priapus. Oudere cultusobjecten (beelden) werden gevonden in een huiselijke omgeving.

## Archeologie
Het bestaan van Lattara was al bekend bij historici in de 17e en 18e eeuw. In de 19e eeuw werd de locatie van de antieke stad bepaald op de site van Saint-Sauveur. Een definitieve bevestiging kwam in de jaren 1960 toen een inscriptie met de naam van de stad werd gevonden. In 1963-1964 deed de plaatselijke onderwijzer en archeoloog Henri Prades de eerste wetenschappelijke opgravingen. In de volgende jaren gebeurden verschillende noodopgravingen ten gevolge van de uitbreiding van het stedelijk gebied van Lattes. In 1974 publiceerden Henri Prades, Jean Arnal en René Majurel een eerste wetenschappelijk werk over Lattara. Vanaf 1983 volgden nieuwe systematische opgravingen.

### Museum
De Site archéologique Lattara - Musée Henri Prades is een archeologische site van 280 ha en een archeologiemuseum dat erkend is als Musée de France.

### Afbeeldingen

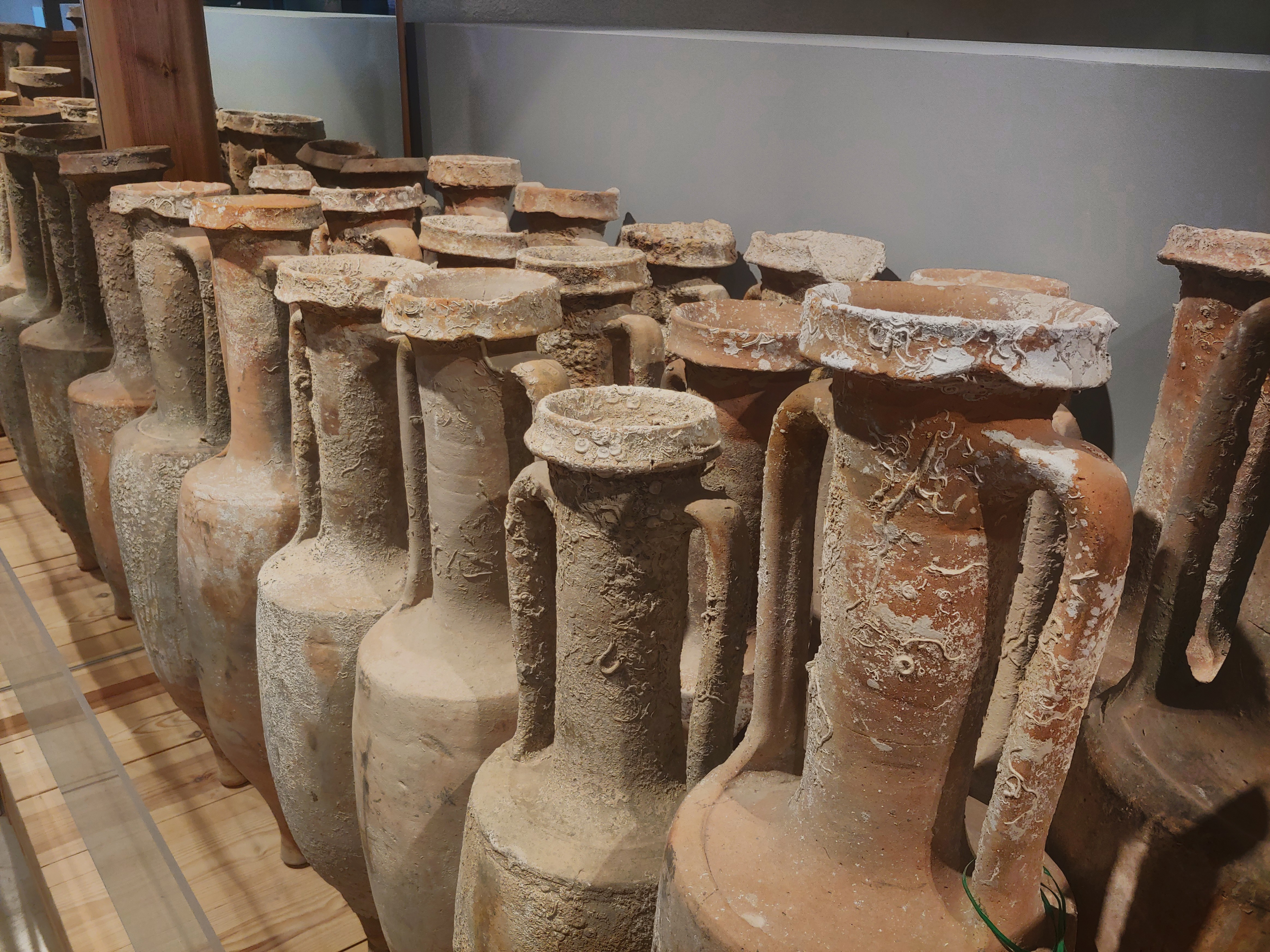
Amforen uit Lattara
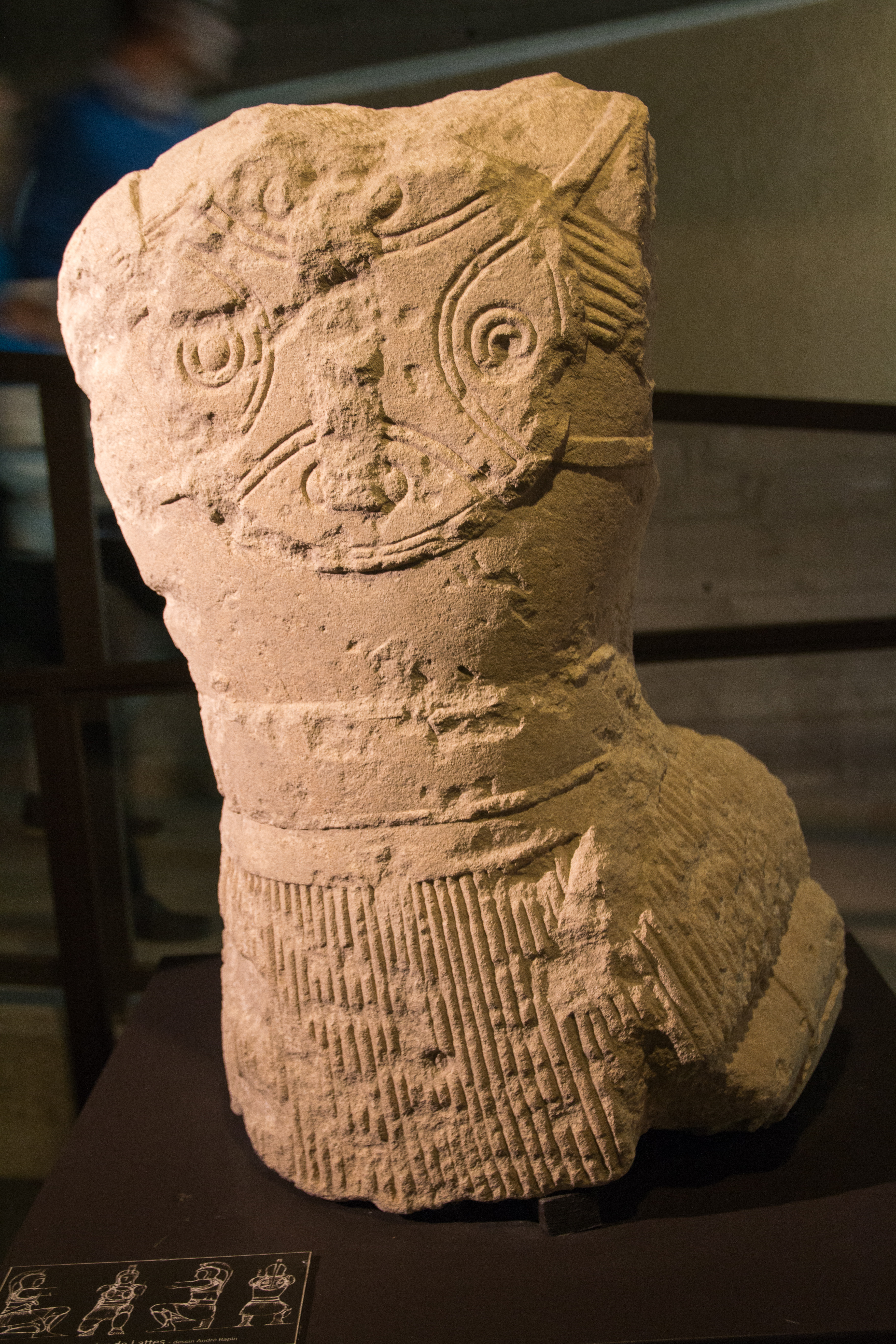
Torso van een beeld van een krijger
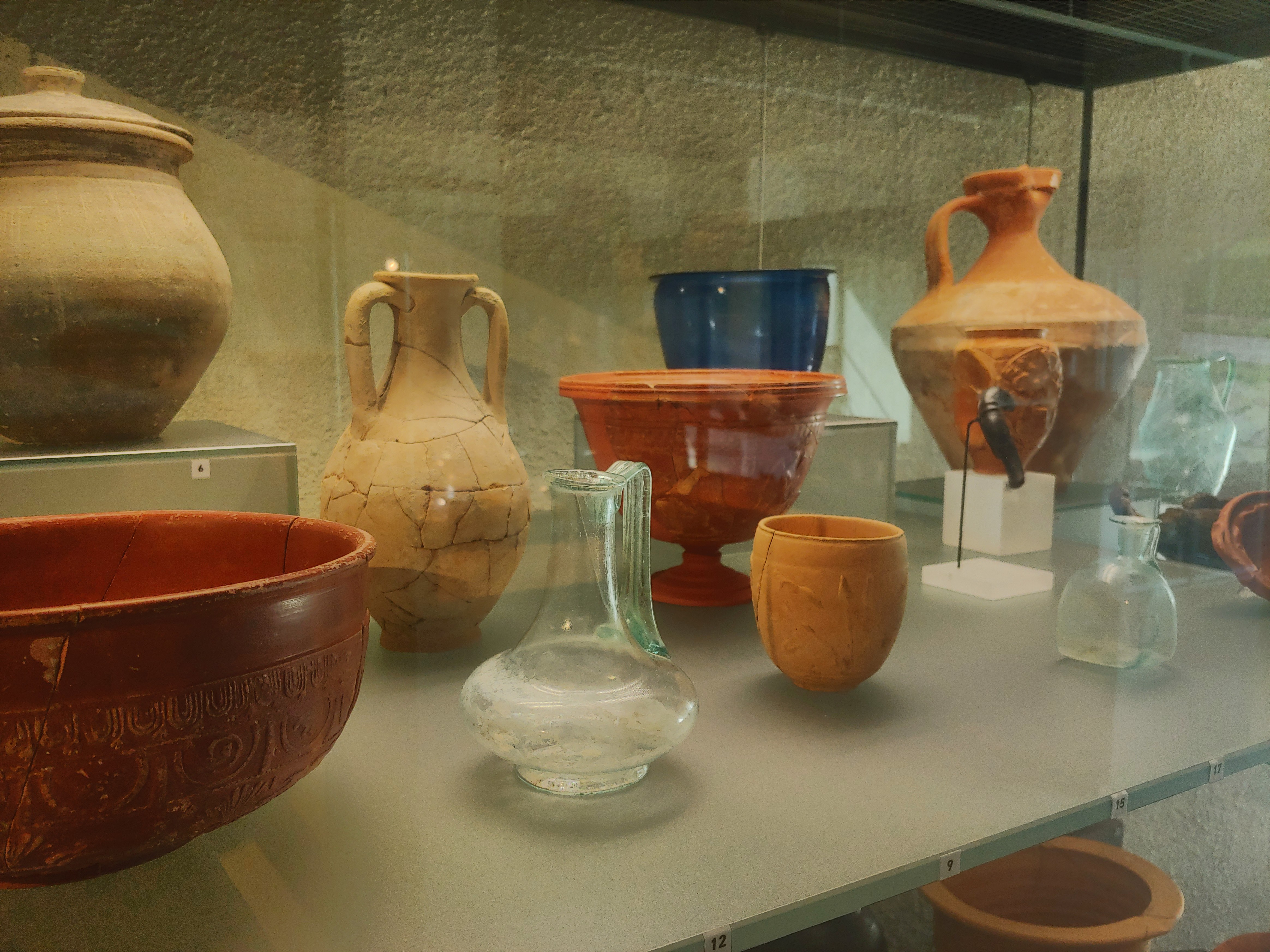
Gallisch aardewerk
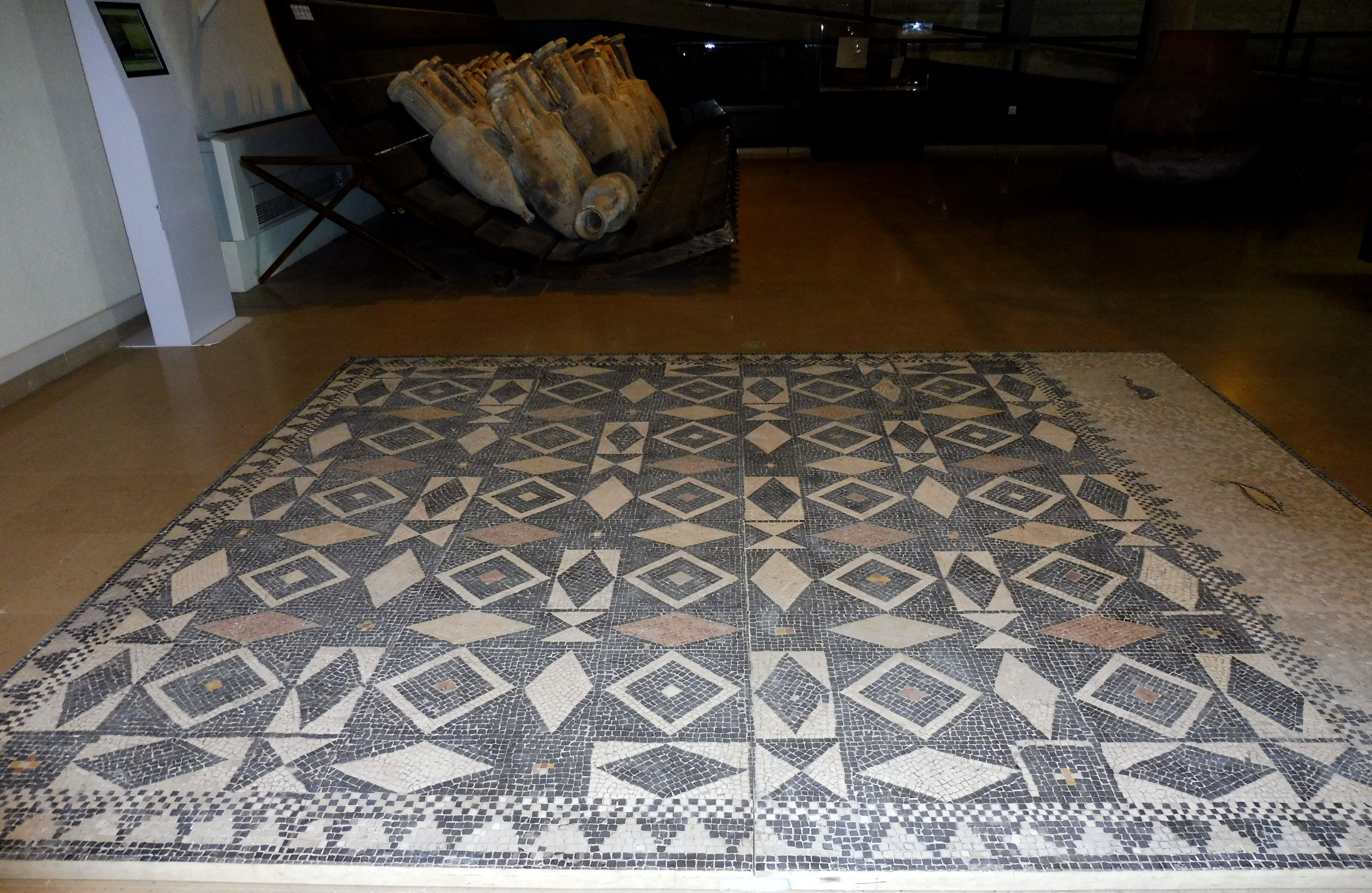
Romeinse mozaïekvloer
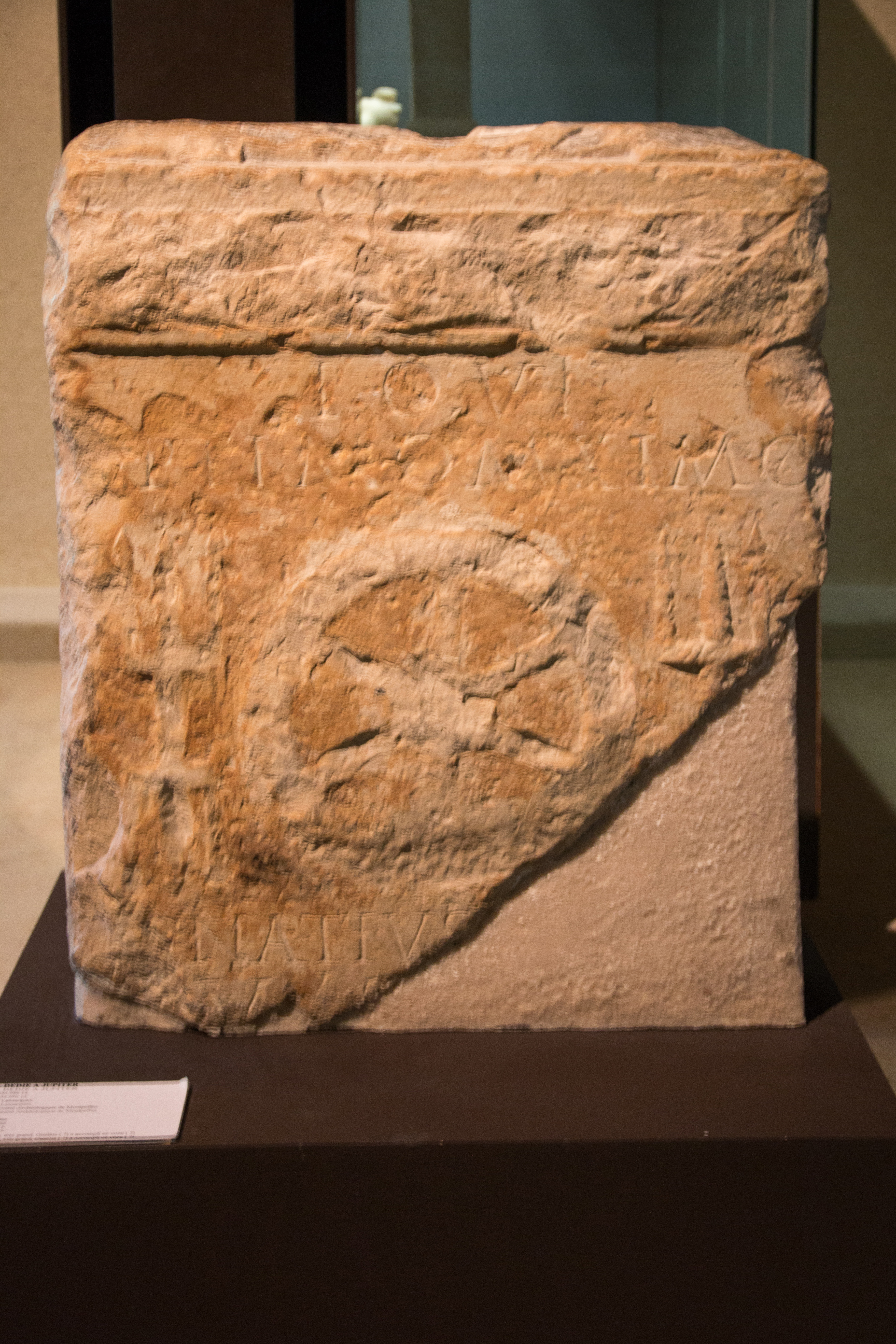
Jupiteraltaar